# Nursery Cryme
Nursery Cryme — третий студийный альбом британской прогрок-группы Genesis, изданный в ноябре 1971 года лейблом Charisma Records, и первый альбом группы, записанный в «классическом» составе: Питер Гэбриел — Тони Бэнкс — Майк Резерфорд — Стив Хэкетт — Фил Коллинз.
Альбом занимает 15-е место в списке Топ-25 лучших альбомов прогрессивного рока по версии Progarchives.com.

## История создания
Сразу после завершения работы над альбомом Trespass (июль 1970 года) группу покинул Энтони Филлипс, и Genesis были на грани распада. Однако Гэбриел, Бэнкс и Резерфорд решили всё же не распускать группу, но при этом заменить ударника Джона Мэйхью. Очень скоро подходящий ударник был найден: им стал Фил Коллинз, игравший прежде в группе Flaming Youth. Однако найти замену Филлипсу оказалось труднее, и некоторое время Genesis выступали в виде квартета. В ноябре 1970 года на место Филлипса был взят Мик Барнард, что расширило технические возможности группы. Однако другие участники чувствовали, что им нужна более подходящая кандидатура, и продолжали поиски гитариста. В декабре 1970 года Барнард был заменён Стивом Хэкеттом, который органично влился группу и принёс много новых идей.

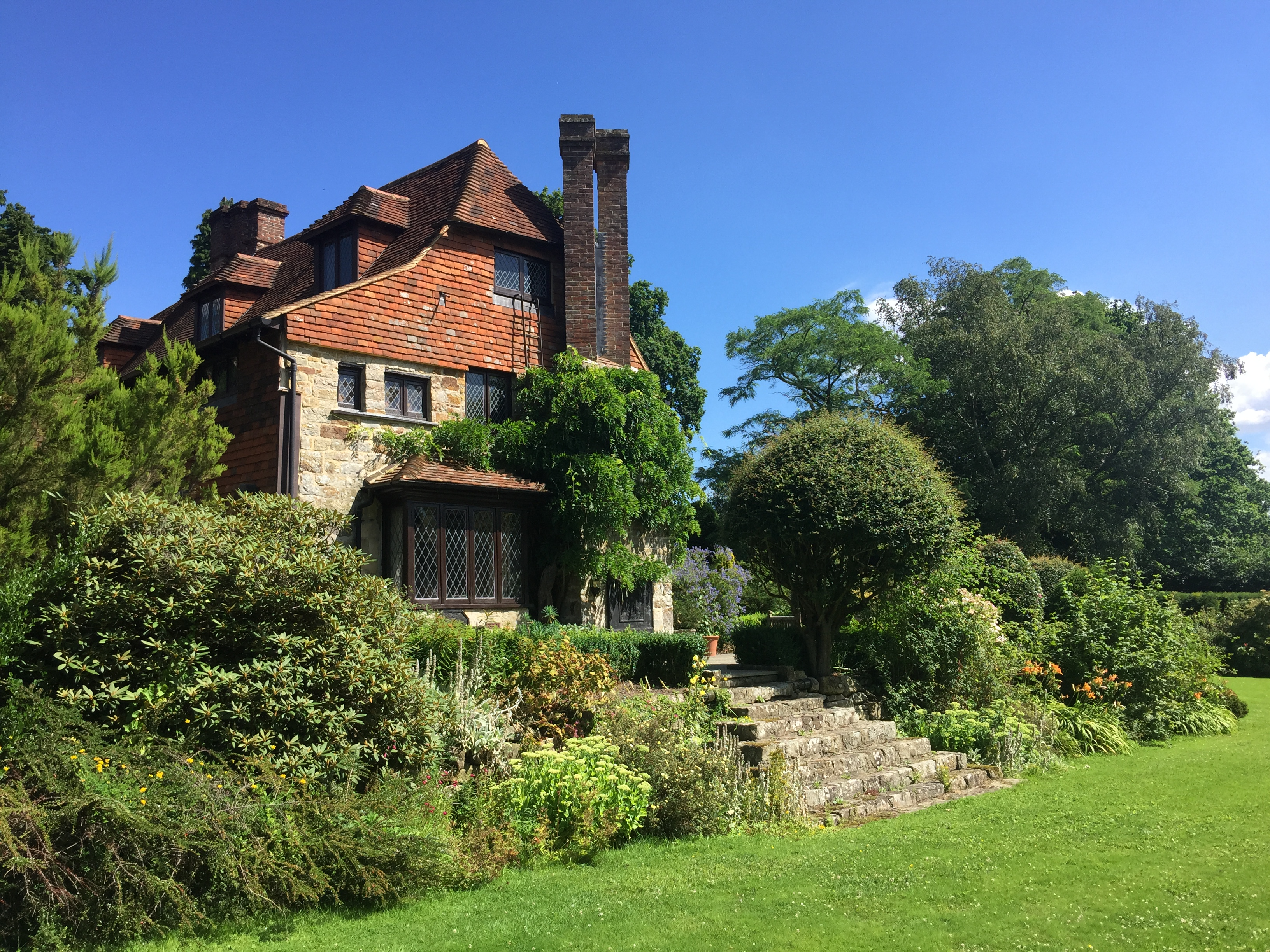
Старинный особняк Люксфорд-Хаус, в котором проходила работа над альбомом

Новый коллектив приступил к репетициям в старинном (XVI век) особняке Люксфорд-Хаус в Восточном Суссексе, принадлежавшем одному из топ-менеджеров лейбла Charisma Records и на время предоставленном группе. В августе 1971 года репетиции завершились, и на Trident Studios в Лондоне группа записала диск Nursery Cryme, который стал первым альбомом Genesis, сделанным в «классическом составе».
Присоединение Коллинза и Хэкетта положительно отразилось на сложности и техническом исполнении музыкальной составляющей альбома. Авторами всех композиций были указаны пять участников нового состава Genesis, но в альбоме был использован (после переработки) и старый материал, написанный при участии Филлипса. Например, заглавная песня «The Musical Box» выросла из инструментальной композиции, написанной Филлипсом.

## Об альбоме
Название альбома навеяно содержанием первой композиции «The Musical Box» (в переводе с англ. — «Музыкальная шкатулка») и является игрой слов между английскими фразами «Nursery Rhyme» (детский стишок, прибаутка) и «Nursery Crime» (преступление в детской).
Nursery Cryme состоит из семи не связанных между собой композиций, отличающихся друг от друга как сюжетом, так и музыкальным стилем. Текст многих из них носит сказочный смысл в стиле фэнтези и мифов, что присуще многим альбомам в стиле прогрессивного рока 70-х. По словам музыкального критика, Nursery Cryme — это «настоящая английская эксцентрика, наполовину Льюис Кэрролл, наполовину Сид Барретт». Журнал Melody Maker посвятил выходу альбома целую страницу, сопроводив объявление восторженным отзывом Кита Эмерсона.
После выхода Nursery Cryme, с ноября 1971 по август 1972 года, Genesis находились в концертном туре в поддержку альбома. В ходе этого тура была записана композиция «Happy the Man», которая вышла в виде сингла с песней «Seven Stones» на второй стороне.

### The Musical Box
«The Musical Box» («Музыкальная Шкатулка»), первая композиция альбома, представляет собой длинное десятиминутное произведение, описывающее мрачную фантастическую историю, случившуюся в викторианской Британии. Краткая аннотация к песне, помещённая на развороте обложки альбома, гласит следующее:

Во время игры в крокет 9-летняя Синтия Джейн Де Блейз-Уильям грациозно взмахнула молотком и снесла голову 8-летнему Генри Хамильтону-Смиту младшему. Двумя неделями позже в детской комнате Генри она обнаружила его драгоценную музыкальную шкатулку. Она немедленно открыла её, и под звуки песни о Старом Короле Коуле появилось маленькое привидение. Генри вернулся, но ненадолго — его тело стало стареть на глазах, и только его разум оставался детским. Тайные желания всей жизни возобладали в нём. Увы, попытка убедить Синтию Джейн утолить его романтическую страсть привела в детскую его няньку, которая заинтересовалась причиной шума. Инстинктивно она швырнула шкатулку в бородатое дитя, погубив и её, и Генри.
Оригинальный текст (англ.)
While Henry Hamilton-Smythe minor (8) was playing croquet with Cynthia Jane De Blaise-William (9), sweet-smiling Cynthia raised her mallet high and gracefully removed Henry’s head. Two weeks later, in Henry’s nursery, she discovered his treasured musical box. Eagerly she opened it and as «Old King Cole» began to play a small spirit-figure appeared. Henry had returned — But not for long, for as he stood in the room his body began ageing rapidly, leaving a child’s mind inside. A lifetime’s desires surged through him. Unfortunatly the attempt to persuade Cynthia Jane to fulfil his romantic desire, led his nurse to the nursery to investigate the noise. Instinctively Nanny hurled the musical box at the bearded child, destroyed both.
— Genesis. "The Musical Box"
Музыкальная составляющая композиции основана на инструментальной композиции, написанной Энтони Филиппсом. Она проходит через несколько частей с виртуозным исполнением партий на меллотроне и электрогитаре и является классическим образцом прогрессивного рока начала 70-х годов.
Эта композиция послужила источником для названия и художественного оформления альбома. Песня пользовалась большим успехом у поклонников группы как в эпоху Гэбриела, так и Коллинза в качестве основного вокалиста, а финальная кульминационная часть композиции с надрывным 25-кратным повторением «Now…» и ярким прожектором жёлтого цвета, светившим исполнителю в лицо, стала частью попурри, исполняемого даже в 90-х и состоявшего из наиболее известных песен 70-х годов.

### For Absent Friends
«For Absent Friends» («Ушедшим друзьям») представляет собой короткую лирическую песню, исполненную под акустическую гитару. Она стала предтечей второго периода группы после ухода из неё Питера Гэбриела — основную вокальную партию впервые исполнил Фил Коллинз. В песне говорится об одиноких людях, которые по воскресеньям посещают церковь, чтобы помолиться за умерших друзей. Позднее Хэкетт записал другую версию этой композиции для своего альбома Genesis Revisited.

### The Return of the Giant Hogweed
«The Return of the Giant Hogweed» («Возвращение гигантского борщевика»), третья композиция альбома, ярко контрастирует с предыдущей. В ней рассказывается фантастическая история о том, как растение, завезённое с далёких «русских холмов» в Англию исследователем викторианской эпохи (борщевик распространён на юге России, Кавказе и в Средней Азии), стало разрастаться и покорять английские города. Единственным временем для борьбы с сорняком стала ночь, когда нет солнечных лучей. В конце песни Гэбриел произносит латинское название растения — Heracléum mantegazziánum. Композиция состоит из чередующихся частей, соответствующих повествованию. Резкий голос Гэбриела гармонирует с жёсткими гитарными риффами Хэкетта, создавая ощущение надвигающейся опасности, а музыка временами перекликается с классическими произведениями и мотивами кавказских народов. Присказку «The Return Of…» в названии Питеру подсказал Хэккет, чтобы было «на манер фильмов ужасов».

### Seven Stones
«Seven Stones» («Семь камней») — песня-притча о вере в удачу, которая состоит из нескольких эпизодов, рассказанных от имени старика. Застигнутый бурей жестянщик расчищает листву под деревом и видит семь камней, лежащих на земле, в седьмом доме он находит приют. Во время шторма на море капитан терпящего бедствие судна видит пролетающую чайку и поворачивает судно в направлении её полёта, избегая тем самым опасных скал. Хэкетт сочинил для неё инструментальный бридж.

### Harold the Barrel
«Harold the Barrel» («Гарольд-Толстое Брюхо») — песня-пьеса, которая, по словам Гэбриела, является типичным примером английского юмора. Это история о Гарольде Барреле, добропорядочном хозяине ресторана и отце троих детей, который забрался на крышу и собирается с неё спрыгнуть, а родственники и соседи собрались внизу и пытаются уговорить его не делать этого. История рассказана по ролям и наложена на живую и игривую мелодию, текст песни проходит через реплики разных людей (исполненные Гэбриелом и Коллинзом), которые убеждают Гарольда вернуться и предлагают помощь. С основной мелодией песни контрастирует медленная и романтически-задумчивая партия самого Гарольда, мечтающего о далёком море и лодке.

### Harlequin
«Harlequin» («Арлекин») — короткая песня с мистическим текстом. В качестве авторов указаны Майк Резерфорд и Энтони Филлипс, покинувший группу после записи предыдущего альбома Trespass, текст принадлежит Резерфорду. В своих воспоминаниях Резерфорд пишет, что в этой композиции он пытался воспроизвести одновременное звучание двух 12-струнных гитар, которое он сделал с Филлипсом на предыдущем альбоме,  текст песни он оценивает не слишком высоко.

### The Fountain of Salmacis
«The Fountain of Salmacis» («Фонтан Салмакиды») — композиция, основанная на греческой мифологии, рассказывает историю Салмакиды, возлюбленной Гермафродита. Основой песни стал небольшой текст, который Бэнкс придумал, ещё учась в университете.
Основная партия композиции исполняется на меллотроне в сочетании с органом.
Стив Хэкетт: «…я начал играть гитарное соло поверх струнных звуков Тони. И тут как током ударило: вот оно! Открытие! Я даже толком других не слышал — очень волнующий был момент. Мне хотелось добавить какие-то ключевые мелодичные обороты. Мы репетировали при свете нескольких разноцветных лампочек в комнате, и в тот момент показалось, что все они для меня ожили — мистика. Я не знаю, как вам это всё описать и с чем сравнить. Это как девственность потерять… Уже потом каждый раз я ждал, что такой же по силе творческий момент снова настанет, но в жизни он происходит только один раз. И вот тогда был именно он».
Финальное гитарное соло было придумано Хакеттом около полуночи в Luxford House в тот момент, когда группа уже заканчивала репетиции и была готова к записи.

## Оформление обложки
На передней части обложка изображена сцена, иллюстрирующая композицию «The Musical Box»: на крокетном поле изображена 9-летняя Синтия с крокетным молотком в руках и другие атрибуты из песни, в том числе, несколько отрубленных голов. Обложка выполнена британским художником Полом Уайтхедом. Объясняя основную концепцию, он вспоминал:
Дело в том, что в музыке Genesis красивая мелодия сочеталась с текстом, повествующем о насилии — об убийстве, например. Моей целью было создание образа, соответствующего обеим крайностям. Ребята также хотели, чтобы в нём отражались аспекты английской классовой системы, чтобы заявить о своём неприятии её, учитывая их воспитание в общественных школах. Мы остановились на крокете как символе всего худшего в английском аристократизме, а головы придают зловещее настроение.
Внутренняя часть буклета оформлена в стиле викторианского семейного альбома: тексты песен и пояснения к некоторым из них набраны изящным старинным шрифтом и сопровождаются красивыми иллюстрациями. Сегодняшнее местонахождение рисунков Nursery Cryme неизвестно. Сам художник утверждал, что ходят разные слухи: что рисунки хранятся в чьём-то банковском сейфе, или они уже проданы за 40 000 долларов.

## Список композиций
Все песни написаны Тони Бэнксом, Филом Коллинзом, Питером Гэбриелом, Стивом Хэкеттом и Майком Резерфордом.
| №  | Название                          | Текст песни         | Музыка                                                                 | Длительность |
| -- | --------------------------------- | ------------------- | ---------------------------------------------------------------------- | ------------ |
| 1. | «The Musical Box»                 | Питер Гэбриел       | Энтони Филлипс, Майк Резерфорд, Тони Бэнкс, Питер Гэбриел, Стив Хэкетт | 10:24        |
| 2. | «For Absent Friends»              | Хэкетт, Фил Коллинз | Хэкетт                                                                 | 1:44         |
| 3. | «The Return of the Giant Hogweed» | Гэбриел             | Бэнкс, Хэкетт, Гэбриел, Резерфорд                                      | 8:09         |

| №  | Название                   | Текст песни    | Музыка                   | Длительность |
| -- | -------------------------- | -------------- | ------------------------ | ------------ |
| 1. | «Seven Stones»             | Бэнкс          | Бэнкс, Хэкетт            | 5:08         |
| 2. | «Harold the Barrel»        | Гэбриел        | Гэбриел                  | 2:59         |
| 3. | «Harlequin»                | Резерфорд      | Резерфорд, Филлипс       | 2:53         |
| 4. | «The Fountain of Salmacis» | Бэнкс, Гэбриел | Бэнкс, Резерфорд, Хэкетт | 7:54         |

## Участники записи
Genesis:
- Тони Бэнкс — клавишные, 12-струнная гитара, бэк-вокал
- Майк Резерфорд — бас-гитара, 12-струнная гитара, бэк-вокал
- Питер Гэбриел — вокал, флейта, бубен
- Стив Хэкетт — гитары
- Фил Коллинз — ударные, вокал, перкуссии

Технический персонал:
- Джон Энтони[англ.] — продюсер
- Дэвид Хенчель — звукорежиссёр
- Пол Уайтхед[англ.] — дизайн конверта пластинки

## Позиции в хит-парадах
Годовые чарты:
| Хит-парад (1972) | Позиция |
| ---------------- | ------- |
| Италия (FIMI)    | 50      |